# ヘンリー・ウェルズリー (第3代ウェリントン公爵)

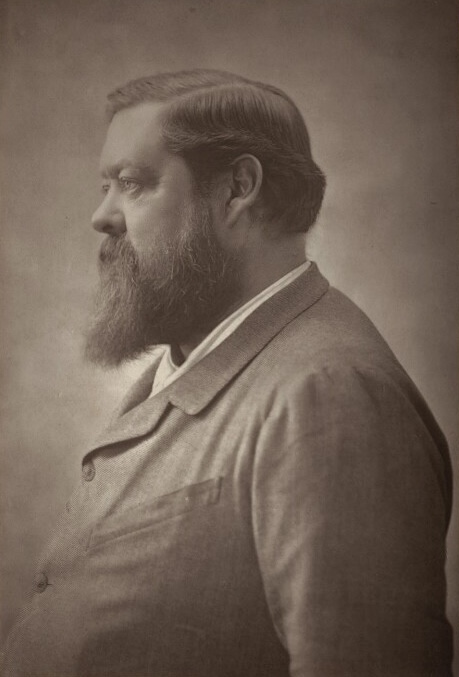
フランツ・バウム（Franz Baum）による肖像写真、1890年代。

第3代ウェリントン公爵ヘンリー・ウェルズリー（英語: Henry Wellesley, 3rd Duke of Wellington、1846年4月5日 – 1900年6月8日）は、イギリスの貴族、軍人、政治家。1874年から1880年まで庶民院議員を務めた。軍人としての最終階級は少佐。

## 生涯

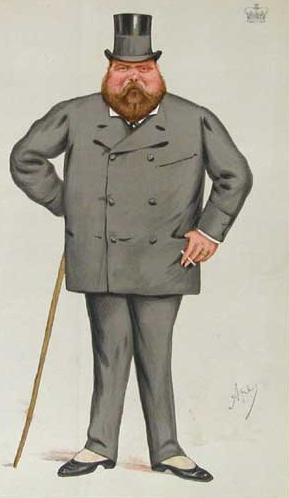
『バニティ・フェア』1885年1月3日号におけるカリカチュア、カルロ・ペレグリーニ画。

チャールズ・ウェルズリー卿（初代ウェリントン公爵アーサー・ウェルズリーの次男）と妻オーガスタ・ソフィア・アン（Augusta Sophia Anne、旧姓ピアポント（Pierrepont）、1820年5月30日 – 1893年7月13日、ヘンリー・ピアポント閣下の娘）の次男（長男アーサーは1歳で夭折）として、1846年4月5日にアプスリー・ハウスで生まれた。1859年から1863年までイートン・カレッジで教育を受けた。
1865年5月16日、Ensign and Lieutenantへの辞令を購入して、グレナディアガーズに配属された。1868年8月1日、Lieutenant and Captainへの辞令を購入して昇進した。1871年5月17日にマスケット銃教官（Instructor of Musketry）に任命され、1874年2月に辞任した。1876年4月1日、Captain and Lieutenant-Colonelに昇進した。1881年7月1日にMajor and Lieutenant-Colonelに昇進した後、1882年6月28日に軍務から引退した。
1868年イギリス総選挙で保守党候補としてアンドーヴァー選挙区（1人区）から出馬、得票数2位（307票）で落選した。1874年イギリス総選挙で再び出馬、395票で当選したが、1880年イギリス総選挙では364票（得票数2位）で落選した。
1884年8月13日に伯父アーサー・リチャードが死去すると、ウェリントン公爵位を継承した。同年11月22日、ハンプシャー砲兵大隊（民兵隊）の名誉隊長に任命された。1886年4月10日、ウェリントン公爵連隊の第3、4大隊（いずれも民兵で構成された大隊）の名誉隊長に任命された。これらの名誉隊長職は1900年に死去するまで務めた。
1900年6月8日にストラトフィールド・セイで死去、12日に同地で埋葬された。弟アーサー・チャールズが爵位を継承した。

## 家族

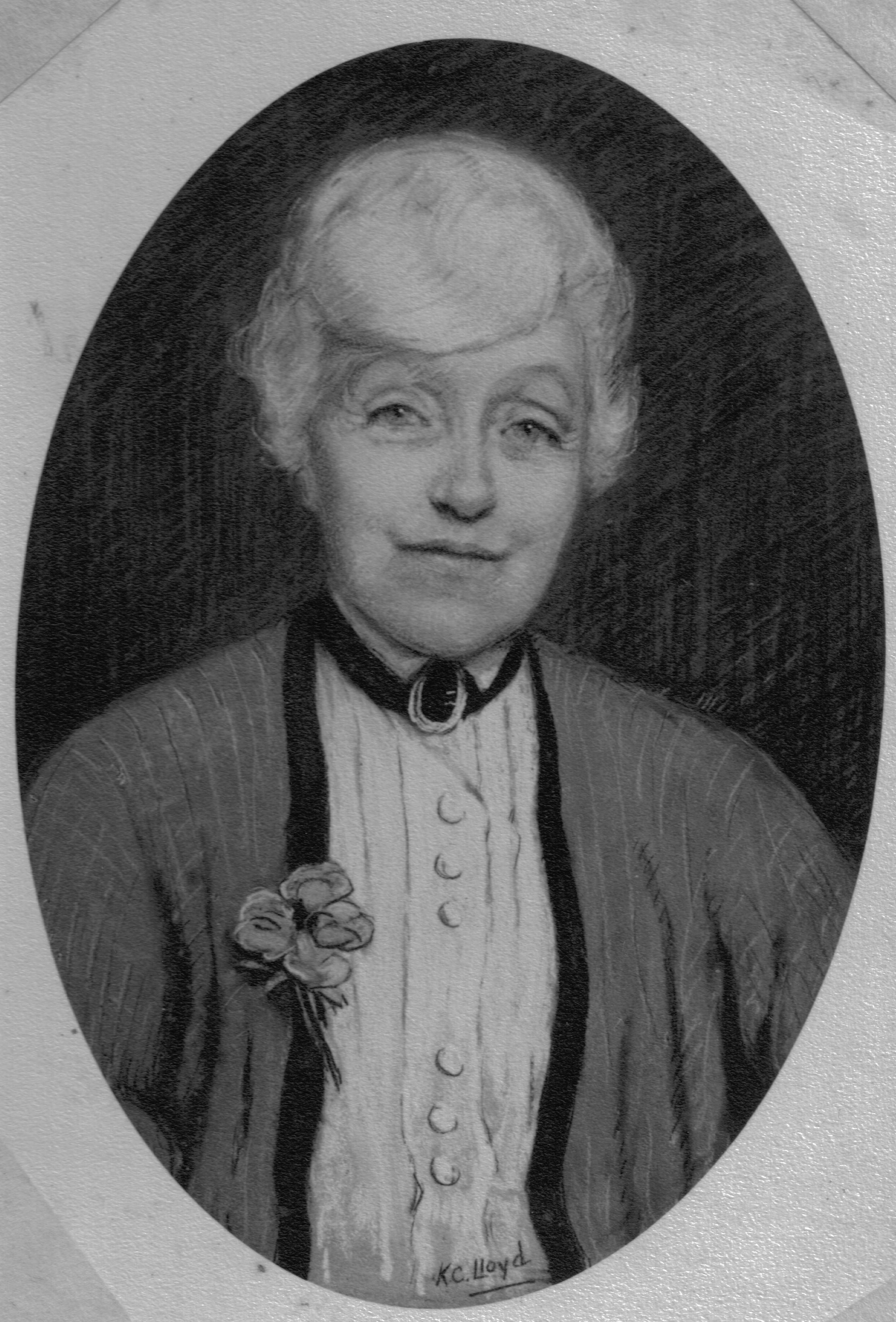
ウェリントン公爵夫人エヴリン、1890年代。

1882年3月7日、エヴリン・カトリン・グウェンフラ・ウィリアムズ（Evelyn Katrine Gwenfra Williams、1939年3月11日没、トマス・ピアース・ウィリアムズの娘）と結婚したが、2人の間に子供はいなかった。
第3代ウェリントン公爵の死後、エヴリンは1904年に同じくウェルズリー家のフレデリック・アーサー・ウェルズリー閣下（Hon. Frederick Arthur Wellesley、1931年2月9日没、初代カウリー伯爵ヘンリー・ウェルズリーの三男）と再婚した。